# Arrondissementscommissaris
Een arrondissementscommissaris is een Belgisch ambtenaar die fungeert als adjunct van de provinciegouverneur. Hij wordt benoemd door de gewestregering en draagt zorg voor de politionele veiligheid en de bevolking in zijn ambtsgebied. Sommige arrondissementscommissarissen houden eveneens toezicht op het taalgebruik in bestuurszaken in een aantal taalgrensgemeenten. Oorspronkelijk was er één arrondissementscommissaris voor elk administratief arrondissement, vandaar zijn naam.

## Geschiedenis
De functie werd in het leven geroepen in 1836 en werd omschreven in de provinciewet. Omdat de gouverneur moeilijk de uithoeken van de provincie kon bereiken, kreeg elk arrondissement een commissaris van de Belgische regering met als standplaats de arrondissementshoofdplaats. Deze commissaris kreeg in alle arrondissementen de titel arrondissementscommissaris. Sinds de splitsing van Brabant kent het arrondissement Brussel-Hoofdstad ook een gouverneur alhoewel het geen provincie is.
In de 19de eeuw en de eerste helft van de 20ste eeuw bestond zijn taak erin om toezicht uit te oefenen op de gemeenten met minder dan 5.000 inwoners die geen arrondissementshoofdplaats waren. Hij diende ervoor te zorgen dat de wetten en de reglementen van algemeen bestuur werden uitgevoerd en dat de besluiten van de bestendige deputatie en de provincieraad in die gemeenten werden uitgevoerd. Verder hield de arrondissementscommissaris toezicht op de landelijke politie en had hij bijzondere bevoegdheden inzake militie, verkiezingen en jacht- en visverloven. In de 19e eeuw was hun rol uitgesproken partijpolitiek van aard: tijdens liberale regeringen werken ze achter de schermen om verkiezingen in het voordeel van de regering te doen uitdraaien.
Bij de staatshervorming van 1980 werd de functie van arrondissementscommissaris ter discussie gesteld. Ze bleef behouden, maar in 1987 kwam er een grondige wijziging van de opdrachten en de functie. De arrondissementscommissaris opereert sindsdien meestal vanuit het provinciehuis en de provincies kunnen zelf het ambtsgebied van de arrondissementscommissaris bepalen, hetzij geografisch (één of meerdere arrondissementen), hetzij volgens functie (zoals bijvoorbeeld in Oost-Vlaanderen).
Sinds 1992 bekleedt de arrondissementscommissaris het ambt van bestuurlijk politieofficier.
In Wallonië wordt sinds 2004 het aantal arrondissementscommissarissen beperkt tot maximaal één per provincie behalve in de provincies Luik en Henegouwen waar er nog een arrondissementscommssaris is voor het arrondissement Moeskroen (die toezicht houdt op het taalgebruik in bestuurszaken) en een adjunct-arrondissementscommssaris voor de Oostkantons (in Malmedy).
Ook Vlaanderen doet sinds 2009 hetzelfde door slechts één arrondissementscommissaris per provincie te benoemen.
Het ambt kan niet volledig worden afgeschaft zolang er (federale) wetten zijn die de arrondissementscommissaris taken toevertrouwen.

## Taken
Een arrondissementscommissaris voert de volgende taken uit:
- Hij houdt toezicht op de handhaving van de wetten en de vorderingen van algemeen bestuur in zijn ambtsgebied. Hij kan bij ongeregeldheden een beroep doen op de federale politie of het leger.
- Hij houdt toezicht op de bevolkingsregisters van de gemeenten in zijn ambtsgebied.
- Hij brengt aan de gouverneur verslag uit van buitengewone gebeurtenissen in zijn ambtsgebied.
- Hij voert opdrachten uit die de provinciegouverneur aan hem gedelegeerd heeft.
- Hij is verantwoordelijk voor de controle op aanvragen van jachtverloven en -vergunningen en de goedkeuring, weigering of intrekking daarvan.
- Hij is verantwoordelijk voor de jaarlijkse goedkeuring van de plannen van de jachtgebieden.

## Adjunct-arrondissementscommissaris
In België is er één adjunct-arrondissementscommissaris actief. Hij is de adjunct van de arrondissementscommissaris van Tongeren-Maaseik en houdt toezicht op het taalgebruik in bestuurszaken in de faciliteitengemeente Voeren.